# Matterhorn Project
Matterhorn Project war ein in den 1980ern gegründetes Schweizer Elektronik-Projekt, bestehend aus den Musikproduzenten Stella (1953–2011) und PJ Wassermann, die zuvor schon mit dem Elektroprojekt Schaltkreis Wasserman bekannt wurden.

## Werdegang
Mit dem Matterhorn Project verband das Paar vorwiegend Klänge aus der Schweizer Volksmusik mit Tierlauten und elektronischer Musik. Die erste Single Muh! kam 1985 heraus. In der Schweizer Hitparade konnte sie bis auf Platz 2 vorstossen und schaffte es auch in Südafrika und Japan in die Charts. Im selben Jahr folgte Yo-Lollo-Diuh, das in der Schweiz auf Platz 8 gelangte, parallel dazu wurde ein selbstbetiteltes Album herausgebracht. Mit den folgenden Singles Love in Space (1986), Trigger U und Sex (beide 1988) schlugen sie eine Richtungsänderung ein und konnten nicht mehr an ihren früheren Erfolge anknüpfen. In den 1990er Jahren erschien ihr Dance-Album Tek*Novelty mit den Singleauskoppelungen Chilbi-Time und I'd Love To Be Your Tampax Now. Für die Basler-Fasnacht-Clique Alti Bäbeli produzierten Stella und PJ den Alti Bäbeli Tekno. 2001 erschien eine Wiederveröffentlichung ihrer ersten Albums mit später veröffentlichten Liedern als Bonustracks unter dem Namen Muh! ...and more.